# 克魯姆湖 (東荷爾斯泰因縣)
54°11′39″N 10°36′12″E / 54.19417°N 10.60333°E

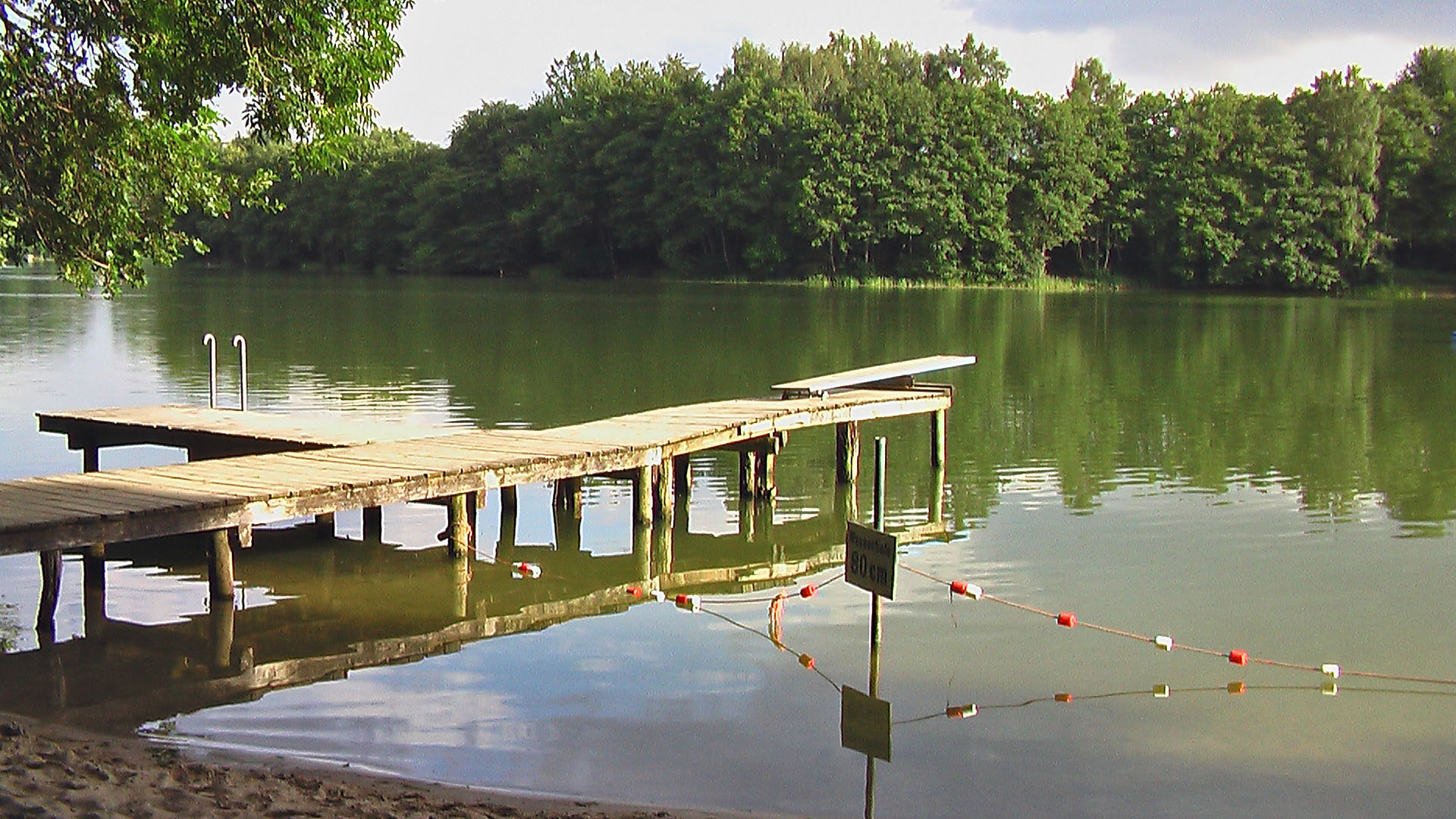

克魯姆湖（德語：Krummsee），是德國的湖泊，位於該國北部石勒蘇益格-荷爾斯泰因州，由東荷爾斯泰因縣負責管轄，長0.7公里、寬0.3公里，面積0.12平方公里，最大水深11.5米。